# Tenkodogo
Tenkodogo este un oraș din provincia Boulgou, Burkina Faso.

## Personalități născute aici
- Jean Emmanuel Ouédraogo (n. 1980), jurnalist, om de stat, premier.